# Sophie te Brake
Sophie te Brake (Groenlo, 25 februari 2003) is een voetbalspeelster uit Nederland. Ze speelt als middenvelder voor FC Twente in de Vrouwen Eredivisie.

## Carrière
Sophie te Brake speelde in de jeugd van SV Grol tot 2017. Vanaf 2017 tot 2021 speelde ze in het talentenelftal van FC Twente.
Op 1 oktober 2021 maakte ze met een invalbeurt tegen Excelsior haar debuut in de Eredivisie.
Haar eerste profcontract tekende Sophie te Brake, samen met teamgenote Fieke Kroese, op 26 april 2022.
In een belangrijke kwalificatiewedstrijd voor de Champions League tegen Levante UD wist ze door de belangrijke 3-2 te maken de winst voor de Tukkers veilig te stellen. Op 6 oktober 2023 maakte ze in een uitwedstrijd bij Excelsior haar eerste doelpunt in de Vrouwen Eredivisie.
Op 25 april 2024 tekende Sophie te Brake een nieuw contract bij FC Twente dat haar tot medio 2026 aan de club verbonden houdt.

## Statistieken
| Seizoen | Club      | Competitie | Competitie | Competitie | Beker | Beker | Overig | Overig | Totaal | Totaal |
| Seizoen | Club      | Competitie | Wed.       | Dlp.       | Wed.  | Dlp.  | Wed.   | Dlp.   | Wed.   | Dlp.   |
| ------- | --------- | ---------- | ---------- | ---------- | ----- | ----- | ------ | ------ | ------ | ------ |
| 2021/22 | FC Twente | Eredivisie | 3          | 0          | 0     | 0     | 0      | 0      | 3      | 0      |
| 2022/23 | FC Twente | Eredivisie | 8          | 0          | 2     | 0     | 2      | 1      | 12     | 1      |
| 2023/24 | FC Twente | Eredivisie | 18         | 1          | 1     | 0     | 5      | 2      | 22     | 3      |
| 2024/25 | FC Twente | Eredivisie | 18         | 3          | 2     | 0     | 13     | 3      | 33     | 6      |
| Totaal  | Totaal    | Totaal     | 59         | 4          | 4     | 3     | 20     | 6      | 83     | 13     |

Bijgewerkt t/m 14 juli 2025.
1 De Jong ·
2 Everaerts ·
4 Carleer ·
5 Knol ·
6 Groenewegen ·
7 Hulst ·
8 Van Ginkel ·
9 Ravensbergen ·
10 Van Dooren ·
11 Tuin ·
12 Vliek ·
14 Rijsbergen ·
15 Diekman ·
16 Lemey ·
17 Andradóttir ·
18 Te Brake ·
19 Proost ·
20 Van Dijk ·
21 Oude Elberink ·
22 Bussman ·
23 Verdaasdonk ·
24 Galic ·
25 Van der Vegt ·
26 Vissers ·
29 Ivens ·
Coach: Pot
· Assistent-coach: Bakker